# António Jesus Oliveira
António Henriques Fonseca Jesus Oliveira (Moita, 8 giugno 1958) è un ex calciatore portoghese, di ruolo difensore.

## Palmarès

### Club

#### Competizioni nazionali
- Campionato portoghese: 2

Benfica: 1983-1984, 1986-1987
- Coppa del Portogallo: 3

Benfica: 1985, 1986, 1987
- Supercoppa di Portogallo: 1

Benfica: 1985